# پارک ملی یاکوری
پارک ملی یاکوری (به اسپانیایی: Parque nacional Yacurí) یک پارک ملی در اکوادور است که در استان لوخا واقع شده‌است.